# Canton de Miradoux
Le canton de Miradoux est une ancienne division administrative française située dans le département du Gers et la région Midi-Pyrénées.

## Géographie
Ce canton était organisé autour de Miradoux dans l'arrondissement de Condom. Son altitude variait de 57 m (Sempesserre) à 227 m (Miradoux) pour une altitude moyenne de 162 m.

## Composition
Le canton de Miradoux regroupait neuf communes et comptait 2 122 habitants (population municipale) au 1er janvier 2012.
| Communes      | Population (2012) | Code postal | Code Insee |
| ------------- | ----------------- | ----------- | ---------- |
| Castet-Arrouy | 144               | 32340       | 32085      |
| Flamarens     | 146               | 32340       | 32131      |
| Gimbrède      | 287               | 32340       | 32146      |
| Miradoux      | 497               | 32340       | 32253      |
| Peyrecave     | 82                | 32340       | 32314      |
| Plieux        | 174               | 32340       | 32320      |
| Saint-Antoine | 174               | 32340       | 32358      |
| Sainte-Mère   | 182               | 32700       | 32395      |
| Sempesserre   | 311               | 32700       | 32429      |

## Administration

### Conseillers généraux de 1833 à 2015
| Période | Période             | Identité                           | Étiquette           | Qualité                                                                                               |
| ------- | ------------------- | ---------------------------------- | ------------------- | --- |
| 1833    | 1858                | Jacques Courrent (père)            | Droite bonapartiste | Propriétaire, notaire Maire de Miradoux                                                               |
| 1858    | 1871                | Comte Jules de Grossoles-Flamarens | Majorité dynastique | Chambellan de l'Empereur Napoléon III Sénateur (1854-1870) Président du Conseil Général (1864-1869)   |
| 1871    | 1889                | Jacques Courrent (fils)            | Droite bonapartiste | Propriétaire Maire de Miradoux                                                                        |
| 1889    | 1890 (décès)        | Ferdinand Labadie                  | Républicain         | Notaire, maire de Castet-Arrouy, suppléant du juge de paix                                            |
| 1890    | 1892 (invalidation) | Dominique Biar (1858-1944)         | Droite bonapartiste | Médecin, maire de Miradoux                                                                            |
| 1892    | 1895                | Prosper Destival                   | Républicain         | Médecin à Miradoux                                                                                    |
| 1895    | 1913                | Dominique Biar                     | Droite bonapartiste | Médecin à Miradoux                                                                                    |
| 1913    | 1940                | Eugène Leygue                      | Rad.                | Notaire, maire de Miradoux                                                                            |
|         |                     |                                    |                     | |
| 1945    | 1967                | Louis Leygue (fils du précédent)   | Rad.                | Notaire - Maire de Miradoux (1934-1967) Sénateur (1959-1962) Président du Conseil Général (1951-1967) |
| 1967    | 1973                | M. Gayraud                         | PS                  | |
| 1973    | 1979                | Augustin Pujol (1925-1992)         | PCF                 | CRS, employé de préfecture, puis rédacteur au ministère de la Santé Ancien résistant                  |
| 1979    | 1992                | André Monestes                     | PS                  | Enseignant Maire de Miradoux                                                                          |
| 1992    | 2011                | André Cochet                       | DVD puis UMP        | Agent immobilier, conseiller municipal de Miradoux                                                    |
| 2011    | 2015                | Xavier Ballenghien                 | DVD-NC-UDI          | Ingénieur agronome Maire de Flamarens Elu en 2015 dans le Canton de Lectoure-Lomagne                  |

### Conseillers d'arrondissement (de 1833 à 1940)
Le canton de Miradoux appartenait à l'arrondissement de Lectoure jusqu'à sa disparition en 1926.
| Période                                  | Période | Identité               | Étiquette         | Qualité |
| ---------------------------------------- | ------- | ---------------------- | ----------------- | --- |
| 1833                                     | 1848    | Guillaume Paulin Deluc |                   | Propriétaire à Miradoux                                                                                     |
|                                          |         |                        |                   | |
| 1880                                     |         | M. Demoulin de Réols   | Droite            | |
| 1904                                     | 1910    | Hippolyte Chambert     | Radical           | Maire de Flamarens                                                                                          |
| 1910                                     |         | M. Lacoste             | Radical           | |
| 1922                                     | 1928    | Pierre Lafon           | PC-SFIC puis SFIO | Maire de Flamarens                                                                                          |
| 1928                                     | 1940    | Irénée Fouragnan       | Radical           | |
| 1940                                     |         |                        |                   | Les conseils d'arrondissement ont été suspendus par la loi du 12 octobre 1940 et n'ont jamais été réactivés |
| Les données manquantes sont à compléter. |         |                        |                   | |

## Démographie
| 1962  | 1968  | 1975  | 1982  | 1990  | 1999  | 2006  | 2011  | 2012  |
| ----- | ----- | ----- | ----- | ----- | ----- | ----- | ----- | ----- |
| 2 891 | 2 578 | 2 276 | 2 205 | 2 088 | 1 997 | 2 059 | 2 138 | 2 122 |